# 紡織材料測量單位
紡織材料測量單位（units of textile measurement）是纺织纤维、线、纱线和织物的多种计量单位。

## 丹尼尔
丹尼尔（denier，den）簡稱丹，又譯旦尼尔簡稱旦、丹尼，符号D，舊寫作𥿝，定義是每9000公尺的纖維重（1g/9000m）。若9000公尺的纖維重70克，記為70 D。
在廣義與狹義而言，丹尼爾有分為兩種：
- 「細絲丹尼爾」指單條細絲的丹尼爾，也被稱為每細絲丹尼爾（Denier per Filament），簡稱「D.P.F.」。
- 「總丹尼爾」指細絲聚合后合算的丹尼爾

對筆直和一致的細絲而言，細絲丹尼爾和總丹尼爾可以以以下算式表示：
細絲丹尼爾（D.P.F.）= 總丹尼爾 ÷ 一致細絲的數目
丹尼爾系統乃以兩條或單一條細絲纖維來量度，以下列出一種常見的計算方法：
| 1 丹尼爾 | = 1 克每 9000 公尺                          |
|          | = 0.05 克每 450 公尺（長重比取上行之20份1） |

- 少於1丹尼爾的纖維一般會被視為「微纖維」。
- 一條1丹尼爾的聚酯樹脂纖維的直徑約10微米。

## 特克斯
特克斯（tex）簡稱特，又譯德士，舊寫作，是一种量度纖維的線密度的單位，定義是每1,000公尺的纖維的质量（g/1,000m）。若1,000公尺的纖維重70克，記為70 tex。常用的是分特克斯（decitex，縮寫為dtex），定義是每10,000公尺的纖維重（g/10,000m）。若10,000公尺的纖維重70克，記為70 dtex。
有時候，量度含有多條纖維的物件，會使用細絲特克斯（filament tex）一稱──指單一條細絲每10,000公尺的质量（以克計算）。
要計算一條細絲的直徑，以下列出一種常見的計算方法（以分特克斯為單位表示該細絲重量）：
{\displaystyle \varnothing ={\sqrt {\frac {4\times 10^{-6}\cdot \mathrm {dtex} }{\pi \rho }}}}
其中 {\displaystyle \rho } 代表物件密度，以「公克每立方公分」為單位；直徑則以公分為單位。
特克斯不僅用來量度丝襪等纖維產品的纖維量，也會用作量度其他物品的纖維量，包括但不限於香煙纖維、光纖纜線、紗線、和紡織品。而由於特克斯是一種十進制單位，故在歐洲和加拿大等地似乎較多採用；丹尼爾則一般在美國較多採用。

## 英支（定重制）
1支：单位重量（1磅）的纱线在公定回潮率时的长度为840码的倍数。几个840码就是英制几支纱。（常以Ne表示）。